# 피터 다인리

피터 다인리(Peter Dyneley, 1921년 4월 13일 ~ 1977년 8월 19일)는 영국의 배우, 성우, 가수, 오페라 가수, 연극 배우, 텔레비전 배우이다.
헤이스팅스에서 태어났으며 런던에서 사망하였다. 사인은 암이다.

## 영화
- 썬더버드 알 고 (1966년)
- 썬더버드 - 시리즈 (1965년)
- 콜 미 브와너 (1963년)
- 세인트(영어판) (1962년)
- 로마의 애수 (1961년)
- 호걸 브롬멜 (1954년)